# Euchromia plagosa
Euchromia plagosa là một loài bướm đêm thuộc phân họ Arctiinae, họ Erebidae.